# Afrobeata magnifica
Afrobeata magnifica är en spindelart som beskrevs av Wesolowska, Russel-Smith 2000. Afrobeata magnifica ingår i släktet Afrobeata och familjen hoppspindlar. Inga underarter finns listade i Catalogue of Life.